# Canadá en los Juegos Olímpicos de Chamonix 1924
Canadá estuvo representado en los Juegos Olímpicos de Chamonix 1924 por un total de 12 deportistas que compitieron en 3 deportes.  
El portador de la bandera en la ceremonia de apertura fue el jugador de hockey sobre hielo Ernie Collett.

## Medallistas
El equipo olímpico canadiense obtuvo las siguientes medallas:
| Nombre | Deporte            | Competición |
| ------ | ------------------ | ----------- |
| Oro    |                    |             |
| Equipo | Hockey sobre hielo | Torneo M    |
| Plata  |                    |             |
| —      |                    |             |
| Bronce |                    |             |
| —      |                    |             |